# Juan Vázquez Pérez
Juan Vázquez Pérez (- † Cárcel de Ranilla, Sevilla, 4 de abril de 1956) fue un delincuente español, ejecutado por el crimen de las estanqueras.
En 1952, las hermanas Encarnación y Matilde Silva Montero fueron asesinadas durante un atraco al estanco que regentaban en Sevilla. El crimen, descubierto al día siguiente, llevó a la detención de Juan Vázquez, Antonio Pérez Gómez y Francisco Castro (a) el Tarta. Juan fue detenido el 30 de julio en Málaga por la policía cuando se disponía a embarcar hacia Melilla, alistado en la Legión.
Tras el interrogatorio policial, Juan acabó confesando el crimen, confesión que no ratificó ante el Tribunal. Su defensa, junto con la de los otros acusados la llevó a cabo el abogado Manuel Rojo a quien sus defendidos no le contaron lo sucedido. Calificado de psicópata, Juan vistió un hábito morado durante el juicio y fue acusado de haber propinado 13 puñaladas a Matilde. Sin pruebas concretas, el tribunal les condenó a muerte el 26 de octubre de 1954 y poco después su abogado publicó un libro sobre el juicio en el que vertió sus sospechas sobre la relación del crimen con el hachís, si bien hizo notar sus dudas  durante el juicio acerca de la investigación policial.
La sentencia fue ratificada por el Tribunal Supremo en julio de 1955 y devuelta a la Audiencia de Sevilla en marzo de 1956 para que se procediese a las ejecuciones. Pese a los esfuerzos del abogado defensor para conmutarla, la sentencia se llevó a cabo. Fue ejecutado por Bernardo Sánchez Bascuñana en la cárcel de Ranilla.